# Cerulean Studios
Cerulean Studios — американская компания, разработчик мультипротокольного клиента службы мгновенного обмена сообщениями Trillian.
Основана программистами Скоттом Верндорфером и Кевином Курцом в мае 1998 года на личные накопления Верндорфера в $10 000. Первая версия клиента была выпущена 1 июля 2000 года и распространялась бесплатно, но уже 10 сентября 2002 года программа становится условно платной.
Программа получила название в честь Триши Макмиллиан (Триллиан) – вымышленного персонажа из юмористических научно-фантастических романов Дугласа Адамса «Автостопом по галактике».